# Pustelnik brunatny
Pustelnik brunatny (Loxosceles reclusa) – gatunek średniej wielkości pająka z rodziny Sicariidae. Osiąga (6–20 mm) ciała. Ubarwiony na brązowo, nogi długie i porośnięte rzadką szczeciną. Na grzbiecie charakterystyczny czarny znak w kształcie skrzypiec. Inną cechą charakterystyczną są trzy pary oczu. Samice są dwukrotnie większe od samców.
Pająk aktywny głównie nocą, polujący aktywnie; żywi się prawie wyłącznie innymi pająkami i owadami.
Dosyć pospolity w południowych i środkowych stanach USA: Missisipi, Teksas, Oklahoma, Kansas aż do Iowa. Występuje również na Bermudach i na Kubie.
Chociaż jad tych pająków może powodować rozległą martwicę tkanek, jego ukąszenie rzadko bywa śmiertelne.